# Schoten
Schoten là một đô thị tọa lạc ở tỉnh Antwerpen. Đô thị này chỉ gồm thị trấn  Schoten.  Tại thời điểm ngày 1 tháng 1 năm 2006, Schoten có dân số 33.160 người. Tổng diện tích là 29,55 km² với mật độ dân số là 1.122 người trên mỗi km².  Schoten giáp Merksem về phía tây và Deurne về phía tây nam.  Các đô thị giáp ranh gồm Brasschaat về phía bắc, Brecht về phía bắc east, Schilde về phía đông, và Wijnegem về phía nam.

## Cư dân nổi bật
- Bob Mendes, nhà văn.
- Michel A. J. Georges, nhà sinh vật học.
- Marijke Hofkens, nữ nghệ sĩ
- Marie-Rose Morel, nhà chính trị
- Véronique De Kock, Miss Belgium 1995 (sinh 1977)
- Geert Steurs, tuyển thủ đua xe đạp (sinh 1981)
- Thor Salden, ca sĩ

## Thành phố kết nghĩa
- Ba Lan: Tarnów
- Hà Lan: Voorschoten